# Чадский диалект арабского языка
Чадский (шоа, шува) диалект арабского языка (араб. اللهجة التشادية‎) — одна из разновидностей арабского языка, распространённая среди арабов-шоа (баггара) и относящаяся к периферийным диалектам восточной группы диалектов. Чадский диалект распространён на территории центральноафриканского государства Чад, а также в приграничных странах: Камеруне (крайний север), Нигере (регион Диффа) и Нигерии (штат Борно). Общее число носителей — 1 млн 633 тыс. человек, из них: 1 млн 320 тыс. в Чаде (2013), 75 тыс. в Камеруне (2005), 100 тыс. в Нигерии (1973) и 5 тыс. в Нигере (1998).
Существует также креолизированная форма чадского диалекта арабского языка — бабалиа-арабский креольский язык.